# Browning Automatic Rifle
Browning Automatic Rifle (BAR) är ett kulsprutegevär som utvecklades 1917 av John Moses Browning för den amerikanska expeditionsstyrkan i Frankrike under första världskriget. Den var tänkt som en ersättning för expeditionsstyrkans mindre pålitliga Chauchat-kulsprutegevär men kriget hann dock ta slut innan BAR-kulsprutegevären kunde användas i någon större skala. Under andra världskriget och Koreakriget använde amerikanska trupper BAR i stor utsträckning. Olika varianter av BAR har dessutom exporterats och licenstillverkats av ett antal länder. 
BAR drogs med vissa nackdelar jämfört med andra liknande vapen som användes från och med andra världskriget och framåt: magasinet höll endast 20 patroner och pipan kunde inte bytas snabbt i fält. Detta ledde till att BAR-skyttar hade svårt att upprätthålla understödjande eld under längre stund då skytten ofta måste byta magasin och pipan riskerade att överhettas.
Det var tänkt att BAR i amerikansk tjänst skulle ersättas av en variant av M14-automatkarbinen (anpassad för automateld med benstöd med flera modifikationer) under 1950-talet men den befanns allt för svår att kontrollera vid automateld. Rollen som de amerikanska skyttegruppernas understödjande automatvapen fylldes istället av M60-kulsprutan.

## Svenska BAR
1921 tillsattes en kommitté i Sverige för att utvärdera erfarenheterna från första världskriget och vad det motiverade för nyanskaffningar av vapen. 403 exemplar av BAR köptes in från USA, och senare licenstillverkades även vapnet vid Carl Gustav Stads Gevärsfaktori med beteckningen kulsprutegevär m/21 (kg m/21). Även om armén hade utforskat andra modeller tidigare, så var det först i och med kg m/21 som kulsprutegevär på allvar anammades i Sverige.
Största skillnaden mellan kg m/21 och amerikanska BAR var kalibern 6,5 mm och en löstagbar pistolkolv. kulsprutegevär m/21 användes i Hemvärnet fram till 1960-talet. År 1937 utformades en ny variant av kg m/21 med snabbt utbytbar pipa och bärhantag på sidan i stället för handskydd kring pipan som fick namnet kg m/37. Vissa vapen hade även uttag för bakre benstöd på kolven. Under andra världskriget gjordes även försök med en bandmatad kg m/37. Kg m/37 användes inom försvarsmakten fram till 1970-talet.